# Аміт Еміль Османович
Еміль Османович Аміт (Амітов) (24 лютого 1938, Сімферополь — 28 березня 2002, Москва) — кримськотатарський письменник, перекладач. Член Спілки письменників СРСР і Спілки письменників Москви. Син Османа Аміта.

## Життєпис
Народився 24 лютого 1938 року у Сімферополі. Батько — письменник Осман Аміт (1910—1942), мати — вчителька Зулейха Амітова. Після депортації кримських татар у 1944 році, з мамою та бабусею проживав у Самаркандській області.
Закінчивши школу, працював токарем. Навчався у льотному училищі, але був відрахований. У 1959 році вступив на факультет російської літератури Ташкентського педагогічного інституту. У 1960 році Союз письменників Узбекистану відправив його і Ервіна Умерова до Літературного інституту імені О. М. Горького на відділення перекладачів, який він закінчив у 1965 році. Після закінчення інституту працював у ташкентській газеті «Ленин байрагъы». Потім працював у видавництві «Радянський письменник», був редактором відділу тюркської літератури. Аміта зарахували до Союзу письменників СРСР. В останні роки життя працював перекладачем у тюркомовній московській газеті «Заман».
Писав російською і кримськотатарською мовами. Серед виданих творів: збірка оповідань «Учурымлы ел» («Дорога над кручею», 1971 рік), збірка оповідань і повістей «Севгиден кучьлю» («Сильніше за любов», 1973 рік), збірка повістей «Буюк арзунен» («З великою мрією», 1978 рік), повість «Сыгъын чокърагьы» («Оленяче джерело», 1982 рік), роман «Ішанч» («Останній шанс», 1986 рік). Автор вірша «Моєму дідові».
Аміт переклав російською мовою твори письменників Шаміля Алядіна і Черкеза-Алі. Праці Аміта перекладено на азербайджанську, узбецьку і молдавську мови.
Помер 28 березня 2002 року у Москві.

## Праці
- Буюк арзунен: Повестьлер. — Ташкент: Едебіят ве сан'ат нешр., 1978. — 268с.
- змужніння: Оповідання та повість. — Ташкент: YOш гвардія, 1976.- 144с.
- Ішанч: Роман. — Ташкент: Едебіят ве сан'ат нешр., 1986. — 360с.
- Останній шанс: Роман. Пер. з кримтат. — М. : Сов. письменник, 1988. — 381с.
- Севгіден кучьлю: ікяе = Сільніше за любов: Оповідання / пер. Д. Кононенко // К'арилг'ачлар дуаси = Молитва ластівок: К'иримтатар несірінін' антологіяси: XX—XXI асир / тертіп еткенлер: Ю К'андим, М. Мірошниченко. — Київ: Етнос, 2006. — Екінджі кітап. — С. 639—659.